# Жутосмеђа боја
Жутосмеђа боја је специфична нијанса наранџасто браон која се обично користи у хералдици под термином Tenné. Понекад се интерпретира и као наранџаста, али се у већини случајева сматра специфичном нијансом. Уколико се у хералдици користи у симболичком смислу, означава заслужено славољубље.